# Banskharka
Banskharka – gaun wikas samiti w środkowej części Nepalu w strefie Bagmati w dystrykcie Sindhupalchowk. Według nepalskiego spisu powszechnego z 2001 liczył on 573 gospodarstw domowych i 2649 mieszkańców (1299 kobiet i 1350 mężczyzn).